# Edward Breitung
Edward Breitung (* 10. November 1831 in Schalkau, Deutschland; † 3. März 1887 in Negaunee, Michigan) war ein US-amerikanischer Politiker deutscher Herkunft. Zwischen 1883 und 1885 vertrat er den Bundesstaat Michigan im US-Repräsentantenhaus.

## Werdegang
Der in Thüringen geborene Edward Breitung besuchte die öffentlichen Schulen in seiner Heimat. Nach der gescheiterten Revolution von 1848 wanderte er in die Vereinigten Staaten aus, wo er sich zunächst im Kalamazoo County in Michigan niederließ. Im Jahr 1851 zog er nach Detroit, wo er bei einem Handelshaus angestellt wurde. 1859 zog er nach Negaunee weiter, wo er ab 1864 im Eisenbergbau tätig wurde. Später erweiterte er seinen Geschäftsbereich auf Gold- und Silberminen in Colorado.
Politisch war Breitung Mitglied der Republikanischen Partei. In den Jahren 1873 und 1874 saß er als Abgeordneter im Repräsentantenhaus von Michigan; von 1877 bis 1878 gehörte er dem Staatssenat an. Außerdem war er von 1879 bis 1882 zwei Mal Bürgermeister der Stadt Negaunee. Bei den Kongresswahlen des Jahres 1882 wurde Breitung im damals neugeschaffenen elften Wahlbezirk von Michigan in das US-Repräsentantenhaus in Washington, D.C. gewählt, wo er am 3. Januar 1883 sein neues Mandat antrat. Da er im Jahr 1884 auf eine weitere Kandidatur verzichtete, konnte er bis zum 3. März 1885 nur eine Legislaturperiode im Kongress absolvieren.
Edward Breitung starb genau zwei Jahre nach seinem Ausscheiden aus dem US-Repräsentantenhaus am 3. März 1887. Er wurde in Marquette beigesetzt.